# ボルディゲーラ
ボルディゲーラ(伊: Bordighera)は、イタリア共和国リグーリア州インペリア県にある、人口約10,000人の基礎自治体（コムーネ）。

## 地理

### 位置・広がり

#### 隣接コムーネ
隣接するコムーネは以下の通り。
- オスペダレッティ
- ヴァッレボーナ
- ヴァッレクロージア

### 地震分類
イタリアの地震リスク階級 (it) では、3 に分類される
。

## 姉妹都市
- ヴィルフランシュ＝シュル＝メール、フランス 1956年
- ネッカーズルム、ドイツ 1963年